# Дидактика в мережі
Дидактика в мережі стосується теорії навчання за допомогою  комп'ютерних мереж. Мережеве комп'ютерне обладнання використовується для навчання та підготовки широкого кола людей з різних предметів. Оскільки дидактика в мережі є досить молодою концепцією, терміни ще не чітко визначені та окреслені. Тому є й такі терміни, як мультимедійна навчальна, дидактична або навчальна мережа.
Ще далі в комп'ютерному використанні є онлайн-дидактика, яка спирається на використання Інтернету. Це полегшує доступ до спеціально підготовленого контенту, а також до використання онлайнових робочих платформ (eGroupware, онлайн-сховище, ...).

## Необхідна умова
Для того, щоб максимально використати переваги комп'ютерних мереж на уроках, мережеві комп'ютерні зали повинні бути обладнані спеціальним програмним забезпеченням. Так званий Software Management Classroom, наприклад, дозволяє студентам стежити за студентською діяльністю на комп'ютері, надавати студентам екрани для презентацій. Дистанційне керування, яке допомагає заблокувати або розблокувати доступ до Інтернету та спростити обробку файлів учителів та студентів (керування файлами). Таким чином, мотивація і увага класу і успіх в навчанні можуть бути значно покращені.
Крім того, існує безліч програмного забезпечення, що служить для спрощення адміністрування шкільної мережі.
Основними відмінностями такого програмного забезпечення є ціна і зручність використання. Останнє має вирішальне значення в тій мірі, в якій програмне забезпечення фактично використовується вчителями в класі.

## Практичний приклад
На першому етапі вчитель (лектор, викладач) може використовувати демонстраційну функцію, щоб зробити вміст екрану видимим для всього класу, одночасно блокуючи клавіатуру і мишу студентських ПК. Таким чином, на презентацію спрямована вся увага студента. Використовуючи інструмент презентації та візуалізації, викладач може провести вас через презентацію. Після цього студенти можуть самостійно спробувати застосувати показане. Учитель може стежити за ходом заняття на екрані та віддалено допомагати з проблемами. Коли студент знайшов особливо цікаве рішення, може бути показаний екран студентського комп'ютера всьому класу. Тому студент працює як віртуальний викладач.
Для того, щоб привернути увагу студентів, екрани студентів можуть бути переключені на темні, а комп'ютери студентів можуть бути заблоковані.
Вчитель може дозволити окремим студентам або цілому класу доступ до Інтернету під час фази практики. Після завершення фази практики, викладач може поширювати робочі аркуші по мережі на всі або окремі місця. Колекцію файлів можна зробити автоматично.

## Інтернет-ресурси
- e-Didaktik Konzept der Uni Wien [Архівовано 26 жовтня 2013 у Wayback Machine.]
- Handreichung der Bildungsdirektion des Kantons Zürich „Erfolgreich unterrichten mit Medien und ICT“ (PDF-Datei; 690 kB)
- Broschüre Didaktik im Netz von Dr. Hans-Friedrich Vahlensieck (PDF-Datei; 853 kB)